# Église de la Compagnie de Jésus (Córdoba)
L'église de la Compagnie de Jésus à Córdoba en Argentine a été construite entre 1645 et 1654, et achevée en 1671.
Elle fait partie de la Manzana Jesuítica (cité jésuitique : l'université, la résidence de la Compagnie de Jésus et le collège, avec les cinq « estancias »), classée au Patrimoine de l'Humanité par l'UNESCO en 2000.

## Description
Le plan de l'église est en forme de croix latine, avec deux chapelles latérales s'ouvrant sur la nef, dénommées chapelle des Espagnols et chapelle des Indigènes.
L'édifice est remarquable pour sa toiture: la voûte longitudinale de la nef et la coupole sont réalisées entièrement en bois. Ce travail exceptionnel a été réalisé entre 1667 et 1671 sous la direction d'un jésuite originaire de la province flandro-belge, le frère Philippe Lemaire (1608-1671), hispanisé en Felipe Lemer. Felipe Lemer a conçu la voûte comme une coque de bateau renversée ; l'ensemble est chevillé. Le procédé est inspiré d'un ouvrage de l'architecte français Philibert Delorme, qui le décrit dans son livre Nouvelles inventions pour bien bastir et à petits frais (1561). Le bois de cèdre utilisé pour ce travail provenait des Réductions, et fut acheminé sur le Paraná jusque Santa Fe, puis par voie terrestre à Córdoba.